# Saiunkoku monogatari
Saiunkoku monogatari (彩雲国物語, litt. « La légende du royaume de Saiunkoku » ou « La légende du royaume aux nuages aux multiples couleurs ») est une série de 18 volumes de romans par Sai Yukino et illustrés par Kairi Yura. Au Japon, la série a été publiée par le magazine The Beans. Une version manga, aussi illustrée par Kairi Yura, est publiée dans Beans Ace (publications Kadokawa Shoten). Un tankōbon et un drama CD ont aussi été mis sur le marché.
La série d'anime est produite par le Studio Madhouse et réalisée par Jun Shishido. Sa diffusion a commencé en avril 2006 et devait s'étendre sur 39 épisodes. En juillet 2006, elle était diffusée par NHK au Japon. Une suite aux 39 épisodes a été diffusée à partir d'avril 2007 jusqu'en Février 2008. Cette deuxième partie de l'anime reprend là où avait terminé la première saison pour se finir à la fin du douzième roman.

## Histoire
Le contexte est celui d'un royaume médiéval fictif de style chinois. Shūrei Kō est une jeune princesse issue d'une branche de la famille Kō, noble mais pauvre. Elle rêve d'entrer au service civil en passant l'examen impérial (comparable aux examens impériaux de la Chine impériale), bien que ce soit interdit aux femmes. Shūrei fait donc plusieurs petits boulots pour joindre les deux bouts, bien que son père soit bibliothécaire au Palais Impérial, poste respecté mais peu rémunérateur. Sa situation change lorsque l'un des Grands Conseillers de l'Empereur lui propose une petite fortune pour occuper une fonction non déterminée. La jeune femme accepte cette offre alléchante sans demander de précisions et devient, à sa grande surprise la concubine de l'Empereur, chargée officieusement de l'intéresser aux affaires de l'État. L'Empereur, monté depuis peu sur le trône, est en effet dissolu et refuse toute responsabilité ; on le dit aussi homosexuel. Ce contexte correspond au début du premier livre et au premier épisode de la série.

### Provinces et familles dirigeantes
Chaque province de Saiunkoku est dirigée par une famille noble du même nom. Les huit provinces et familles portent le nom d'une couleur.
- Lan (藍, Lan?, Bleu) — Le clan le plus puissant de Saiunkoku (excellent réseau d'informateurs)
- Kō (紅, Kō?, Rouge) — Connu comme le clan le plus puissant (à égalité avec le clan Lan)
- Heki (碧, Heki?, Vert) — Connu pour ses talents pour les arts
- Kō (黄, Kō?, Jaune) — Bien que prononcé de la même façon que le clan « Rouge » (紅?), le kanji 黄 signifie « jaune »
- Haku  (白, Haku?, Blanc)
- Koku  (黒, Koku?, Noir) - Se spécialise dans la guerre et les arts martiaux comme le clan Haku
- Sa (茶, Sa?, Brun) — Connu comme le clan le moins distingué de Saiunkoku, son histoire est sanglante
- Shi (紫, Shi?, Violet) — La famille de l'Empereur

### Personnages principaux
Shūrei Kō : l'héroïne de l'histoire. Elle a 16 ans au début de la série et porte l'un des noms les plus respectés du pays. Cependant, elle sait accomplir les tâches ménagères le plus triviales (cuisine, ménage, lessive...). Elle vit pauvrement avec son père Shōka Kō et son ami d'enfance Seiran Shi. Sa mère est décédée alors qu'elle n'avait que huit ans, et elle se sent coupable de sa mort. Elle racontera aussi l'histoire de "La princesse rose" à L'empereur. Mais on verra qu'au file des épisodes que cette histoire est vraie et que la princesse rose était la mère de Shūrei et se donna la mort pour que sa fille n'ait plus une santé fragile.
Shūrei a énormément étudié pour devenir haut fonctionnaire, même si ce statut est interdit aux femmes, ce qui implique qu'il est improbable qu'elle puisse seulement passer l'examen impérial. Elle est aimable, souriante et énergique. Pourtant, Ryūki ouvrira cet examen notamment aux femmes entre autres par amour pour elle.
Seiran Shi : l'ami d'enfance de Shūrei. Recueilli il y a treize ans par Shōka Kō et son épouse alors qu'il n'était qu'un jeune vagabond, il a décidé de faire tout son possible pour rembourser sa dette. Il est très protecteur envers Shūrei. C'est un fin bretteur et un homme très secret. En fait, il appartient à la famille impériale (il est le demi-frère de Ryūki Shi) mais il a été exilé après une tentative de coup d'état fomentée par ses parents, il a changé l'écriture de son nom pour ne pas être reconnu, Son vrai prénom est Seien.
Shōka Kō : le père de Shūrei et l'aîné du clan Kō, même s'il en est exclu. C'est un homme très doux, calme, souriant, et un cuisinier désastreux. Il est actuellement l'archiviste principal au Palais, mais son passé est beaucoup plus complexe. Il y a quelques années il se serait fait appeler le "loup noir" lorsqu'il était espion au service d'un ancien Empereur et chef d'un groupe d'assassin nommé "les loups du vent". Il avait pour second Shusui, l'actuelle responsable des appartements réservés pour les femmes dans le Palais.
Ryūki Shi : l'actuel Empereur. Il a dix-neuf ans, est très beau, frivole, et on le dit homosexuel mais on découvrira qu'il aime les femmes. Dernier dans l'ordre de succession, il est monté par défaut sur le trône après la mort de ses trois frères aînés ; son frère bien-aimé, le Prince Seien ayant été exilé 14 ans auparavant (initialement en deuxième position dans l'ordre de succession). Rapidement, il reconnaît en Seiran, son frère, enfin en vérité son demi-frère, Seien. Cela restera un secret entre eux deux.
Shūei Lan : Le quatrième des cinq frères héritiers de la famille Lan. Il est également connu sous le titre de shogun à savoir général. C'est un ami proche de Ryūki et est très proche de son frère benjamin et néanmoins difficilement contrôlable Ryūren
Kōyū Li : Il travaille auprès de l'empereur.

## Bande sonore
Thème principal
Hajimari no Kaze par Ayaka Hirahara
Thème de fin
Première saison : Saikō no Kataomoi par Sachi Tainaka
Deuxième saison : Asu he par Teruya Miho